# Калачёва, Ирина Ивановна
Калачёва Ирина Ивановна (бел. Калачова Ірына Іванаўна, 7 октября 1958, Порозово, Гродненская область) — белорусский историк, этнолог, педагог, доктор исторических наук, профессор.

## Биография
Окончила в 1980 г.году Белорусский государственный университет культуры и искусств (факультет культурно-просветительской работы), в 2007 году — Минский государственный лингвистический университет. Имеет магистерсткую степень в области психологии, ученое звание доцента в области педагогики.
Работала на различных должностях в Белорусском государственном университете культуры и искусств, Национальном институте образования Министерства образования Республики Беларусь, Республиканском институте высшей школы.
В 2004—2007 годах — заведующий кафедрой молодежной политики Республиканского института высшей школы.
В 2007—2009 годах обучалась в докторантуре Центра исследований белорусской культуры, языка и литературы Национальной академии наук Беларуси по специальности 07.00.07 — этнография, этнология, антропология. Защитила докторскую диссертацию на тему «Этнокультурные процессы в городской семье белорусов в последней трети XX — начале XXI веков»
В 2010—2011 годах — первый проректор Республиканского института повышения квалификации Министерства труда и социальной защиты Республики Беларусь.
С 2013 г. — главный редактор сборника научных статей «Современная молодежь и общество» (специализированное научное издание по социологическим наукам и культурологии).
С 2016 г. — член совета по защите диссертаций при Центре исследований белорусской культуры, языка и литературы Национальной академии наук Беларуси.
В 2019-2020 гг. занимала должность заведующего кафедрой социальной коммуникации факультета философии и социальных наук Белорусского государственного университета.
17 ноября 2021 года Президиум Высшей аттестационной комиссии Республики Беларусь присвоил ей ученое звание профессора по специальности «История».
Является автором более 100 научных и научно-методических статей, 5 учебных пособий и 2 монографий. Подготовила 1 кандидата наук, руководит подготовкой аспирантов.

## Научные интересы
- Теоретические и прикладные аспекты социальных коммуникаций;
- Исследование процессов коммуникативного образования, профессиональной коммуникации, публичной коммуникации;
- Этнологические и этносоциологические исследования семьи и брака;
- Коммуникационные проблемы взаимодействия поколений;
- Межкультурные коммуникации и поликультурное образование молодежи;
- Социальные технологии в предотвращении асоциальных явлений, угроз и рисков.